# Zubeidaa
Zubeidaa (hindi ज़ुबैदा, urdu زبیدہ) – zrealizowany w 2001 roku indyjski dramat miłosny. Reżyserem jest Shyam Benegal, twórca „kina niezależnego” (Netaji Subhas Chandra Bose: The Forgotten Hero i Hari-Bhari: Fertility). W tytułowej roli muzułmańskiej aktorki poślubionej przez hinduskiego maharadżę Karisma Kapoor. W roli maharadży Manoj Bajpai. Jego pierwszą żonę gra Rekha.
Film jest ostatnią częścią trylogii, których poprzednie części to Mammo (1994) i Sardari Begum (1996).
Scenariusz filmu w oparciu o prawdziwą historię nieszczęśliwej aktorki napisał jej syn Khalid Mohamed, krytyk filmowy, scenarzysta i reżyser takich filmów jak Fiza, Tehzeeb i Silsilay. Film opowiada historię pięknej aktorki muzułmańskiej poślubionej przez hinduskiego maharadżę. Zestawiono w nim dwa światy- hindusów i muzułmanów. Pokazano tradycje, w jakich uwięziona jest kobieta w obu tych światach, zarówno gdy staje się przedmiotem aranżowanego małżeństwa, jak też, gdy szarpie się u boku pierwszej żony maharadży. Film przedstawia też problem tych muzułmanów, dla których wyjazd do Pakistanu jest rozwiązaniem problemu podejrzliwości ze strony hindusów. Mówi o dostosowywaniu się maharadżów do nowej sytuacji niepodległych Indii, w której tracąc przywileje, władzę utrzymać mogą tylko jako reprezentanci swoich kiedyś poddanych, dziś wyborców.

## Fabuła
Mumbaj. Riyaz Masud, 30-letni muzułmański dziennikarz filmowy dopytuje wśród ludzi próbując poznać i zrozumieć historię swojej matki, którą stracił jako kilkuletni chłopiec. Jego matka, Zubeidaa (Karisma Kapoor) jako młoda dziewczyna próbowała wyrazić siebie w tańcu. Zaczęła nagrywać film w wytwórni swego ojca (Amrish Puri). Filmu nikt nigdy nie widział. Wzburzony ojciec siłą wyciągnął ją w środku nagrywanej sceny, grożąc reżyserowi. Tradycja jego rodziny zabraniała tańca niezamężnym dziewczynom. Nawet podczas przyjęcia rodzinnego. Ojciec już zaplanował życie swojej córki. Ku zaskoczeniu Zubeidy podczas spotkania rodzinnego ogłosił zaręczyny córki z obcym jej zupełnie synem swojego przyjaciela. Wstrząśnięta dziewczyna wybiegła z przyjęcia. Absolutnie nie zgadzała się na małżeństwo bez miłości. Jej kolejny bunt znów zwyciężyła żelazna wola ojca. Zubeidaa poślubiła Mehbooba Alama Masuda. Gdy pogodzona już ze swoim życiem spodziewała się dziecka, między jej ojcem i teściem doszło do dramatycznego starcia. Sajid Masud czując się szykanowany przez hindusów zdecydował się wraz z synem wrócić do muzułmańskiego Pakistanu. Rozgniewany ojciec Zubeidy nie pozwolił mu ze sobą zabrać swojej córki i dopiero co urodzonego wnuka Riyaza. Padło słowo: „talaak” (rozwód). Ze łzami rozpaczy Zubeidaa wysłuchała, jak jej podporządkowany ojcu mąż trzykrotnie mówi do niej „rozwodzę się z tobą”. Gdy Riyaz miał rok, w domu pojawiła się „ciotka” Rose, od której Zubeidaa uczyła się kiedyś tańca. Z ciężkim sercem patrzyła na smutek osamotnionej, porzuconej Zubeidy. Chciała jej pomóc wyjść z zamknięcia domu rodziców, nauczyć się od nowa cieszyć życiem. Pewnego razu zabrała ją na imprezę towarzyską. Podczas gry w polo piękność Zubeidy oczarowała maharadżę Vijayendrę Singha (Manoj Bajpai). Zakochany Raja zaczął obsypywać spragnioną miłości kobietę kwiatami i słodkimi słowami. Wzruszyła ją czułość jego spojrzeń. Odpowiedziała miłością. Ona, rozwiedziona muzułmanka zgodziła się poślubić hindusa, maharadżę. Nie odstraszyła jej nawet świadomość tego, że będzie drugą żoną księcia, ożenionego w 12 roku życia z radźpucką księżniczką Czandrapuru. Wstrząśnięta jej decyzją matka zgodziła się na ślub pod warunkiem, że pozostawi ona swojego syna na wychowanie dziadkom. Zubeidaa wybrała miłość mężczyzny tracąc miłość dziecka. Uszczęśliwiona wyjechała z Rają do jego księstwa Fatehpur. Tam czekało ją spotkanie z jego pierwszą żoną Mandira Devi (Rekha).

## Motywy kina indyjskiego
- Motyw stosunków między muzułmanami a hindusami
- Motyw maharadżów w Indiach
- Motyw relacji dramatycznej ojca z córką
- Motyw rozwodu
- Motyw pijącej kobiety
- Motyw wiary w Boga i modlitwy
- Motyw pogrzebu muzułmańskiego
- Motyw aranżowanego małżeństwa
- Motyw wychodzenia za mąż wbrew woli panny młodej
- Motyw porodu
- Motyw związku muzułmanki z hindusem
- Motyw karmienia jako znaku miłości
- Motyw relacji wnuka z babką
- Motyw dwóch żon – Antarmahal
- Motyw zmiany imion jako znak odchodzenia w małżeństwie od swojej wiary, swoich korzeni – Pinjar
- Motyw samobójstw

## Obsada
- Karisma Kapoor – Zubeidaa
- Rekha – Maharani Mandira Devi
- Manoj Bajpai – Maharaja Vijayendra Singh
- Rajat Kapoor – Riyaz Masud, syn Zubeidy
- Surekha Sikri – Fayyazi, matka Zubeidy
- Amrish Puri – Suleiman Seth, ojciec Zubeidy
- Farida Jalal – Mammo
- Vinod Sharawat – Mehboob Alam, mąż Zubeidy
- Shakti Kapoor – mistrz tańca Hiralal
- Lillete Dubey – Rose Davenport, mistrzyni tańca
- Ravi Jhankal – Girivar Singh
- Smriti Mishra – Sardari Begum
- S.M. Zaheer – Sajid Masud, ojciec Mehbooba
- Harish Patel – Nandlal Seth
- Raahul Singh – Raja Uday Singh

## Muzyka i piosenki
Autorem muzyki jest A.R. Rahman, który skomponował też muzykę do takich filmów jak: Rangeela, Kisna, Swades, Yuva, Water, Rebeliant, Rang De Basanti, Guru, Dil Se, Saathiya, Lagaan, Taal, Earth, Tehzeeb, The Legend of Bhagat Singh, Kannathil Muthamittal.
- Dheeme Dheeme
- Main Albeli
- Mehndi Hai Rachnewaali
- So Gaye Hain – 1
- Hai Na
- Pyaara Sa Gaon
- So Gaye Hain – 2
- Chodo Mori Baiyaan